# Steve Benjamin
Steve Benjamin, né le 29 septembre 1955 à Glen Cove, est un skipper américain. 

## Carrière
Steve Benjamin participe aux Jeux olympiques de 1984 à Los Angeles et remporte la médaille d'argent avec Hans Steinfeld dans l'épreuve 470.